# Тодор Христов Княза
Вижте пояснителната страница за други личности с името Тодор Христов.
Тодор Христов, наречен Княза, е български революционер, четник в Ботевата чета.

## Биография
Тодор Христов е роден в 1850 година в град Битоля, тогава в Османската империя, днес в Северна Македония. Занимава се с хайдутлук. През 1867 г. е заподозрян, че е във връзка с четата на Филип Тотю и е арестуван. Около 1870 г. е отново хайдутин. Скита в Черна гора и Херцеговина. Установява се в Букурещ, Румъния, и посещава средището на революционната емиграция Хашлашкото кафене. Наречен е Княза, заради мизерното му положение. Присъединява се към четата на Христо Ботев и е един от опитните и колоритни личности в нея. Кълнял се, че ще обеси българина файтонджия на султан Абдул Азис. Взима участие в сраженията при Баница, на Милин камък и в престрелките на 19 и 20 май. Ранен с три куршума – два в лявата ръка и един в китката на дясната, се изтегля и загива под връх Мургаш. Османците завързват тялото му за опашката на един кон и го влачат до София. Извънредният съд оглежда тялото му и то е погребано в махалата Кюлюлците, която е около днешния Музикален театър.